# Operaismertetők
Az Operaismertetők a Singer és Wolfner Irodalmi Intézet Rt. klasszikus zeneszerzők operáival foglalkozó könyvsorozata volt az 1920-as években, amely a következő köteteket tartalmazta:
- Wagner Richárd: A bolygó hollandi
- Richard Strauss: A rózsalovag
- G. A. Rossini: A sevillai borbély
- Verdi: Aida
- Ruggiero Leoncavallo: Bajazzók
- Erkel Ferenc: Bánk bán
- Bizet: Carmen
- Delibes: Lakmé
- Erkel: Hunyadi László
- Verdi: Falstaff
- Poldini: Farsangi lakodalom
- Guonod: Faust
- Wagner: Lohengrin
- Mascagni: Parasztbecsület
- Puccini: Pillangókisasszony
- Puccini: Tosca
- Verdi: Rigoletto
- Goldmark: Sába királynője
- Wagner: Tannhäuser és a wartburgi dalnokverseny
- Thomas: Mignon
- Wagner: Tristan és Isolde
- Puccini: Turandot
- Verdi: A trubadur
- Verdi: Traviata
- Wagner: A bolygó hollandi
- Mozart: A varázsfuvola
- Mozart: Don Juan
- Mozart: Figaro lakodalma
- Mozart: Szöktetés a szerályból
- Puccini: Bohémélet